# Chalybion
Chalybion är ett släkte av bin. Chalybion ingår i familjen grävsteklar.

## Bildgalleri

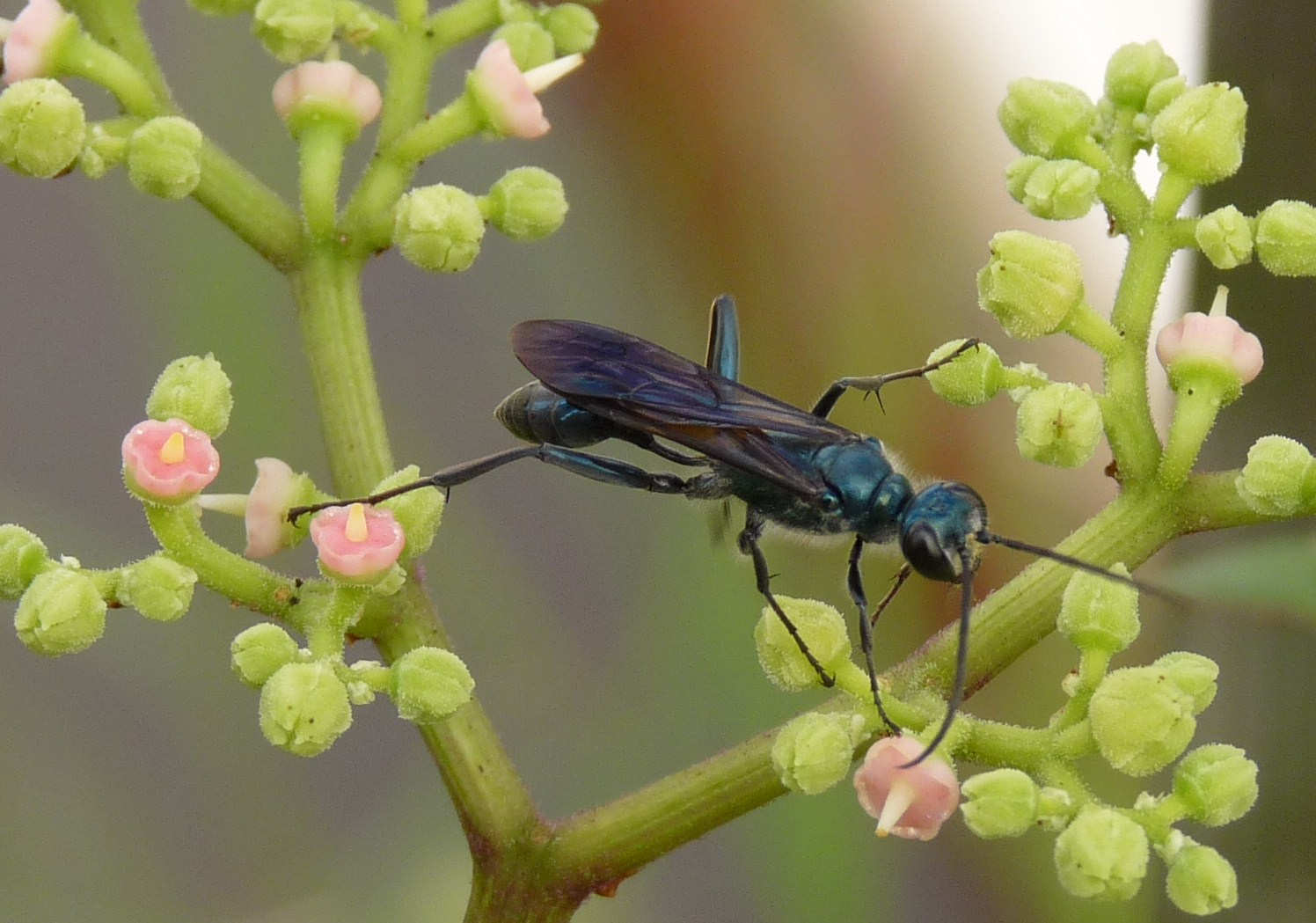

## Dottertaxa tillChalybion, i alfabetisk ordning[1]
- Chalybion accline
- Chalybion ammophiloides
- Chalybion bengalense
- Chalybion bocandei
- Chalybion bonneti
- Chalybion californicum
- Chalybion clypeatum
- Chalybion dolichothorax
- Chalybion fabricator
- Chalybion femoratus
- Chalybion flebile
- Chalybion frontale
- Chalybion fuscum
- Chalybion gracile
- Chalybion gredleri
- Chalybion heinii
- Chalybion incisum
- Chalybion japonicum
- Chalybion kenyae
- Chalybion klapperichi
- Chalybion laevigatum
- Chalybion lividum
- Chalybion madecassum
- Chalybion magnum
- Chalybion malignum
- Chalybion minos
- Chalybion mochii
- Chalybion omissum
- Chalybion parvulum
- Chalybion petroleum
- Chalybion planatum
- Chalybion polyphemus
- Chalybion ruficorne
- Chalybion schulthessirechbergi
- Chalybion sommereni
- Chalybion spinolae
- Chalybion sumatranum
- Chalybion tibiale
- Chalybion tomentosum
- Chalybion triangulum
- Chalybion turanicum
- Chalybion walteri
- Chalybion vechti
- Chalybion yangi
- Chalybion zimmermanni